# جون وايت (رسام)
جون وايت (بالإنجليزية: John White)‏ هو صيدلي ورسام أسترالي، ولد في 1854، وتوفي في 8 يناير 1943.